# Bulbophyllum tumoriferum
Bulbophyllum tumoriferum là một loài phong lan thuộc chi Bulbophyllum.